# Анита Борг
Анита Борг (рођена у Чикагу 17. јануара 1949, умрла 6. априла 2003) била је амерички компјутерски научник, а најпознатија је по томе што је основала Институт за жене и технологију (данас носи назив Анита Борг Институт за жене и технологију). Такође, 1987. године, након повратка са конференције за технологију, оснива Systers, мејлинг листу за жене у компјутерским наукама.

## Каријера
Иако није нарочито вољела математику док је одрастала, Анита Борг је научила основе програмирања док је радила за малу осигуравајућу кућу (1969. године). Докторирала је компјутерске науке 1981. године на Универзитету Њујорк на тему "Ефикасност синхронизације на оперативним системима". Свој први посао добила је у Њу Џерзију, гдје је готово четири године радила на Уникс оперативном систему.
Док је радила за Digital Equipment Corporation (од 1986. до 1997) развијала је и патентирала технику за генерисање адресних путева за анализу и дизајнирање брзих система за меморију. Ову компанију напушта 1997. године да би се запослила у Xerox Corporation's Palo Alto Research Center, гдје оснива непрофитну организацију Институт за жене и технологију. Основни мотив јој је био да охрабри жене да се баве компјутерским наукама, па у складу с тим да стичу и нова знања и вјештине. Прије Института основала је конференцију под називом Грејс Хупер славље жена у компјутерским наукама (1994. године).

## Systers мејлинг листа
Борг је 1987. године основала Systers, прву мејлинг мрежу за жене и технологију. Како је навела у својим интервјуима, мотив за оснивање је добила када је увидјела да јако мало жена посјећује конференције посвећене женама и науци. Такође, она наводи да да је идеју добила заједно са још неколико жена током једног ручка. Ова мејлинг листа је креирана као приватни простор за жене које траже компјутерска знања на основу конкретних искустава у науци.

## Институт за жене и технологију
Као што је наведено, идеја за Институт је зачета 1994. године, а реализована је 1997. Основна мисија ове организације је била да повећа број жена у компјутерским наукама и да се повећа број технологије које патентирају само жене.
Иако је Институт био непрофитна организација, налазио се у просторијама Xerox PARC. Током 2002. године мјесто предсједника и генералног директора Института је преузела Теле Витни, а након што је Борг умрла (2003. године) преименован је како би јој се одало признање. Институт се великом брзином проширио ван Сједињених Америчких Држава и ширио свој утицај вишеструким порастом.
Најважније признање које је Анита Борг добила је оно из 2002. године - Хајнц награда за технологију, економију и развој. Такође, нешто раније (1999. године) Бил Клинтон је именовао Аниту Борг у своју Комисију за напредак жена и мањина у науци.

## Насљедство
1. Институт за жене и технологију 2003. године, након њене смрти мијења име у Анита Борг институт за технологију и жене.[8] Умрла је од тумора на мозгу у Калифорнији 6. априла 2003.
2. Многе награде унутар Институа носе њено име: награда за друштвени утицај, награда за техничко лидерство и многе друге.[9]
3. Гугл је 2004. године установио Анита Борг меморијалну стипендију.[10]
4. Универзитет Новог Јужног Велса је увео награду у њену част.[11]